# Fabienne Gondamin
Fabienne Gondamin es una cantante francesa de heavy metal, conocida por haber sido la primera vocalista (de sesión) de la agrupación gótica noruega Sirenia.

## Carrera musical
Cuando Morten Veland y su recién formada banda estaban buscando a una vocalista para el primer álbum At Sixes And Sevens en el año 2001, hicieron una prueba entre diferentes aspirantes, entre las cuales también estaba Gondamin y resultó elegida. 
Veland y Gondamin se conocieron en una audición a la que llegó la cantante  en el Sound Suite Studios en Marsella, Francia. Sin embargo, abandonó la agrupación previamente al tour inicial que promocionó el disco.
Debido a que Morten, Kristian Gundersen y el tecladista original de Sirenia, Hans Henrik Varland (que después de muy poco tiempo se retiró por problemas personales) eran de Stavanger, Noruega y en cambio, Fabienne residía en Francia le resultó complicado para todos estar en una misma banda con la distancia que les separaba. 
Por lo tanto, después de haber participado sólo en la grabación del álbum debut de Sirenia y luego de un año transcurrido, tanto ella, como Veland y Gundersen decidieron partir sus caminos justo antes de la gira de At Sixes and Sevens, contratando para esta y para el álbum siguiente a la noruega Henriette Bordvik, de una voz sumamente similar.

## Discografía

### Con Sirenia
- At Sixes and Sevens (2002)
- Sirenian Shores (EP, 2005)